# IC6
O IC 6 - Itinerário Complementar do Pinhal Interior Norte é um itinerário complementar de Portugal que está pensado para ligar Coimbra à Covilhã através do interior do Distrito de Coimbra e da encosta sul da Serra da Estrela. Por enquanto faz a ligação entre o   IP 3  junto a Oliveira do Mondego e a N 17, Estrada da Beira, junto à Candosa, em Tábua e esta previsto que a construção dos troços Tábua à Oliveira do Hospital vai possivelmente ser arrancado em 2025-2026. 
A ideia original para este itinerário complementar previa o seu início junto a Santa Comba Dão. No entanto, na década de 90 decidiu-se lançar esta estrada mais junto a Penacova, no Porto da Raiva, de modo a tornar mais directa a ligação a Coimbra. O primeiro troço ficou concluído em 1997, ainda com a designação IC 7, que viria a ser alterada anos depois com a revisão do Plano Rodoviário Nacional. Durante anos nada mais mexeu na construção desta estrada, até que em 2008 se iniciaram as obras para um novo troço de 18 km que dois anos volvidos levou o IC 6 até Tábua, local onde termina actualmente.
Prometido há já bastantes anos e reivindicado pelas pessoas da Serra há outros tantos, o prolongamento do IC 6 até à Covilhã continua com data de conclusão indefinida. Em 2009 pareceu acender-se uma luz ao fundo do túnel com o lançamento das bases para a conclusão rodoviária da Serra da Estrela, onde além do IC 6 estavam incluídos o   IC 7  e o   IC 37 , e chegou a apontar-se 2013 para a data de conclusão das obras. No entanto, a crise económica e financeira que se abateu sobre Portugal obrigou ao cancelamento desse lançamento por tempo indeterminado no início de 2010. Entretanto elaboraram-se e foram sujeitos a avaliação os estudos de impacto ambiental destas estradas - o IC 6 deverá seguir até Oliveira do Hospital e já junto a Folhadosa (Seia) deverá inflectir para sul após o nó com o   IC 7 , contornando de seguida a Serra da Estrela por sul via Vide e Unhais da Serra, terminando na Covilhã.
Em Março de 2017, o governo anunciou que iria avançar com a construção do troço em falta do IC6. O planeamento desta construção prevê a divisão do troço final em dois troços: Um entre Tábua e o nó da  Folhadosa, junto a Oliveira do Hospital, e outro entre este mesmo nó e a A23 (autoestrada), junto à cidade da Covilhã, atravessando parte da Serra da Estrela. Segundo o governo, o projecto de execução do primeiro dos troços em falta será lançado até Julho, ficando depois a faltar apenas o último troço que trará a estrada até à Covilhã, para o qual o governo não avançou com qualquer data para a sua construção.
Com este anúncio do governo português em 2017, reacende-se a esperança para as pessoas da Beira Litoral, Beira Alta e Beira Baixa de verem a ligação entre a maior cidade no litoral da zona Centro e a maior cidade da Serra da Estrela finalmente concluída.

## Estado dos Troços
| Troço                                            | Situação | km   |
| ------------------------------------------------ | --- | ---- |
| Porto da Raiva ( IP 3 ) – Catraia dos Poços      | Em serviço (1997)                                                                                                  | 12,5 |
| Catraia dos Poços - Arganil                      | Em serviço (03/2010)                                                                                               | 3,2  |
| Arganil - Pinheiro de Coja                       | Em serviço (04/2010)                                                                                               | 9,6  |
| Pinheiro de Coja - Candosa (Tábua)               | Em serviço (02/2010)                                                                                               | 3,2  |
| Candosa (Tábua) - Oliveira do Hospital ( IC 7 )  | Estudos concluídos e validados ambientalmente Lançado projeto de execução Última previsão de construção: 2025-2026 | 19   |
| Oliveira do Hospital ( IC 7 ) - Covilhã ( A 23 ) | Estudos concluídos e validados ambientalmente Ainda sem data prevista para lançamento do projeto de execução       | 39   |

## Nós de Ligação

### Porto da Raiva - Tábua
| Saída | km | Destinos                                                                            | Estrada que liga |
| ----- | -- | ----------------------------------------------------------------------------------- | ---------------- |
|       | 0  | Coimbra / Penacova Viseu / S. C. Dão                                                | IP 3             |
| 1     | 1  | Porto da Raiva Paredes Lavradio Oliveira do Mondego                                 | N 2-3            |
| 2     | 4  | Silveirinho Barragem da Aguieira Travanca do Mondego                                | N 2-3 (N 228)    |
| 3     | 6  | São Pedro de Alva Quintela                                                          | N 2-3            |
| 4     | 9  | Estrela de Alva São Paio do Mondego                                                 | N 17-2           |
| 5     | 11 | Catraia dos Poços São Martinho da Cortiça Vila Nova de Poiares Barragem das Fronhas | N 17             |
| 6     | 15 | Arganil Moita da Serra Carapinha                                                    | N 342-4 N 17     |
| 7     | 22 | Espariz Tábua Sinde                                                                 | N 337            |
| 8     | 25 | Pinheiro de Coja Coja Piódão                                                        | N 344            |
| 9     | 28 | Tábua / S. C. Dão Ol. Hospital / Covilhã                                            | N 337-4 N 17     |

## Estudos de Traçado
1. Estudo de Impacto Ambiental do IC 6 - Tábua/Oliveira do Hospital/Covilhã: []
2. Traçado do projeto do IC6 apresentado em Oliveira do Hospital - Seia [ ]